# داغ ننگ
داغ ننگ (به انگلیسی: The Scarlet Letter) رمانی تاریخی نوشتهٔ نویسنده آمریکایی ناتانیل هاوثورن است که در سال ۱۸۵۰ به چاپ رسید. داستان آن درشهر بوستون، در جامعه شدیداً مذهبی و پیوریتن ایالت ماساچوست آمریکا (نیو انگلند) در قرن هفدهم اتفاق می‌افتد و در مورد زن جوانی است به نام هستر پرین که بخاطر ارتکاب به گناه زنا محکوم به بر تن داشتن داغ ننگ یا حرف سرخ تا پایان عمر خویش می‌شود. هاوثورن در این داستان مانند دیگر داستان‌هایش به مفهوم گناه می‌پردازد.
این کتاب با ترجمه سیمین دانشور ابتدا در سال ۱۳۳۳ از انتشارات فرانکلین به چاپ رسید و چندین بار تجدید چاپ شد.

## خلاصه داستان
هستر پرین زن جوان و متأهلی است که گفته می‌شود که همسرش سال‌ها پیش به مسافرتی رفته ولی هرگز برنگشته و همگان به یقین رسیده‌اند که وی مرده‌است. داستان از جایی آغاز می‌شود که هستر به علت ارتکاب زنا با مهم‌ترین کشیش شهر، آرتور دیمزدیل، صاحب بچه‌ای به نام پرل می‌شود و رسوایی این جرم و گناه بزرگ را آ شکار می‌سازد، بنابراین هستر در زندان به سر می‌برد. از او خواسته می‌شود که نام پدر بچه را افشاء نماید تا او نیز محاکمه گردد. اما هستر بسیار وفادار و شجاع است و از انجام این کار خودداری می‌کند. حکم مجازات او این است که می‌بایست همراه با فرزند حرام خویش در وسط شهر و در نزد عموم بر روی سکوی اعدام ایستاده تا همگان او را ببینند، و نیز تا پایان عمر خویش همواره باید داغ ننگ یا اسکارلت لتر را بر روی سینه‌اش به تن داشته باشد که همیشه به عنوان یک زنا کار میان مردم شناخته شود. او این مجازات را با افتخار می‌پذیرد و زیر بار رسوایی و تحقیرهایی که جامعه به او تحمیل می‌کند شکست نمی‌خورد تا اینکه رفته رفته با اعمال خیرخواهانه‌اش نگاه جامعه را به سوی خود تغییر داده و در انتهای داستان حرف A بر روی سینه‌اش به‌جای زناکار نمایانگر کلمه اَنجل به معنی فرشته می‌شود.
اما دیمز دیل نیز از افشاء رابطه‌اش با هستر هراس دارد، زیرا این امر می‌تواند به رسوایی او که کشیش معروف و محترم شهر است یا حتی اعدامش بینجامد؛ بنابراین وی وجه پاک و متقی خود را در نزد مردم حفظ می‌کند، اما ذهناً و در وجود خویش بسیار از این گناه و همچنین ننگ ترسویی و تزویر رنج می‌برد. پیدا شدن دوباره همسر هستر، راجر چیلینگ‌وورث که در ابتدا گمان می‌شد که مرده، و نفوذ وی در زندگی دیمزدیل به عنوان یک طبیب باعث کشمکش و رنج روحی شدیدتری در او می‌گردد. گویی که چیلینگ‌وورث به‌طور مخفیانه و با زنده نگاه داشتن جسم دیمزدیل و تشدید کردن عذاب روحی‌اش در حال انتقام گرفتن از اوست. سر انجام این عذاب روحی او را به بیماری ناشناخته‌ای مبتلا می‌کند و باعث مرگ وی می‌شود، درست چند لحظه پس از اینکه او در جمع عموم مردم، در کنار هستر و بر روی همان سکوی اعدام شهر که روزی هستر به تنهایی بر روی آن ایستاده بود، به گناه خویش اعتراف می‌کند.

## شخصیت‌ها
- هستر پرین [ب]شخصیت اصلی، زنی است جوان که در ابتدا تسلیم هوی و هوس شده ولی بعد از آن داغ ننگ بر روی سینه‌اش، زندگی و شخصیت وی را تغییر داده و او تبدیل به زنی پاک و نیکوکار می‌شود. از مشخصات هستر می‌توان به شجاعت، صداقت، صبر و فداکاریش اشاره نمود.
- آرتور دیمزدیل[پ] کشیش معروف و مورد اعتماد شهر است که روزی تسلیم شیطان و مرتکب زنا با هستر می‌شود. ترس او از عواقب افشاء این حقیقت به او اجازه نمی‌دهد که به گناه خویش اعتراف کند؛ ولی وجدان ناراحتش هرگز او را رها نمی‌کند و سر انجام این رنج‌ها وی را از پای درمی‌آورد.
- راجر چیلینگ‌وورث[ت] همسر سابق هستر است. او مردی بی‌رحم و شیطان‌زده‌است که از ابتدای داستان تا به انتها به چیزی جز انتقام نمی‌اندیشد. نویسنده کلمه Leech که هم به معنی طبیب و هم به معنی زالو است را برای نامیدن وی استفاده می‌کند. در واقع او شیطانی است که به وسیلهٔ طبابت سعی می‌کند که جسم دیمزدیل را زنده نگاه دارد تا مثل زالو ذره ذره خون او را خشک کرده و عذاب روحی بیشتری نصیب وی نماید.
- پرل[ث] دختر حرام هستر است. او به علت رشد در محلی دور از شهر و مردم جامعه از رفتاری غیرعادی بر خوردار است. با این حال او دختری بسیار زیبا و با هوش است.

## موضوع داستان
هاوثورن در این داستان مانند دیگر داستان‌هایش به مفهوم گناه اشاره دارد. در نظر او گناه کردن اجتناب ناپذیر است زیرا جزء طبیعت انسان است، بنابراین اهمیت چندانی ندارد، بلکه آنچه حائز اهمیت است توبه پس از گناه و سعی و تلاش در جبران آن و در نتیجه رسیدن به رستگاری است. در واقع گناه راهی برای رسیدن به رستگاری است.

## برداشت‌های ادبی و سینمایی

فیلم داغ ننگ اثر رولند جوفه ۱۹۹۵

- ۱۹۰۳: یک فیلم صامت با هنرنمایی جک کانوی
- ۱۹۱۳: یک فیلم صامت به کارگردانی جرج لون تاکر و جوزف دابلیو. اسمایلی
- ۱۹۱۷: یک فیلم صامت و سیاه و سفید به کارگردانی کارل هاربو
- ۱۹۲۰: فیلم داغ ننگ که توسط کمپانی فیلمسازی سلژنیک ساخته شد.
- ۱۹۲۲: یک فیلم صامت بریتانیایی با هنرنمایی تونی فریزر و دیک وب
- ۱۹۲۶: داغ ننگ به کارگردانی ویکتور شوستروم
- ۱۹۳۴: فیلمی ناطق به کارگردانی رابرت جی ویگنولا
- ۱۹۷۳: یک فیلم آلمانی به کارگردانی ویم وندرس
- ۱۹۹۳: رمان «حافظ دنیا» (The Holder of the World) نوشته بهاراتی مخرجی (Bharati Mukherjee)، تکراری از داستان داغ ننگ است.
- ۱۹۹۵: داغ ننگ (The Scarlet Letter) به کارگردانی رولند جوفه (Roland Joffé) و بازیگری دمی مور در نقش هستر، برداشتی آزاد از رمان داغ ننگ می‌باشد. این فیلم بیشتر به جنبه‌های جنسی می‌پردازد و پایانی خوش و پوچ دارد.
- ۲۰۰۴: فیلمی محصول کشور کره جنوبی و به کارگردانی بیون هیوک (Byun Hyuk) همنام و هم‌ماجرای رمان داغ ننگ است.
- ۲۰۱۰: فیلم کمدی ایزی ای با هنرنمایی اما استون و پن بدجلی

## توضیحات
1. ↑  حرف A به‌رنگ سرخ که روی سینه زناکاران نصب می‌شده و در واقع حرف اول کلمه Adulteress به معنی زناکار است.
2. ↑  Hester Prynne
3. ↑  Arthur Dimmesdale
4. ↑  Roger Chillingworth
5. ↑  Pearl